# Cody Caves Park
Cody Caves Park är en park i Kanada.   Den ligger i provinsen British Columbia, i den södra delen av landet, 3 100 km väster om huvudstaden Ottawa. Cody Caves Park ligger 1 467 meter över havet.
Terrängen runt Cody Caves Park är bergig åt sydväst, men åt nordost är den kuperad. Terrängen runt Cody Caves Park sluttar brant österut. Trakten runt Cody Caves Park är nära nog obefolkad, med mindre än två invånare per kvadratkilometer.. Närmaste större samhälle är Balfour, 13,0 km söder om Cody Caves Park.
I omgivningarna runt Cody Caves Park växer i huvudsak barrskog.